# Mathias Soiron
Mathias Soiron (* 29. Januar 1748 in Maastricht; † 1. April 1834 ebenda) war ein niederländischer Baumeister, Dekorateur und Möbeldesigner.

## Leben und Wirken

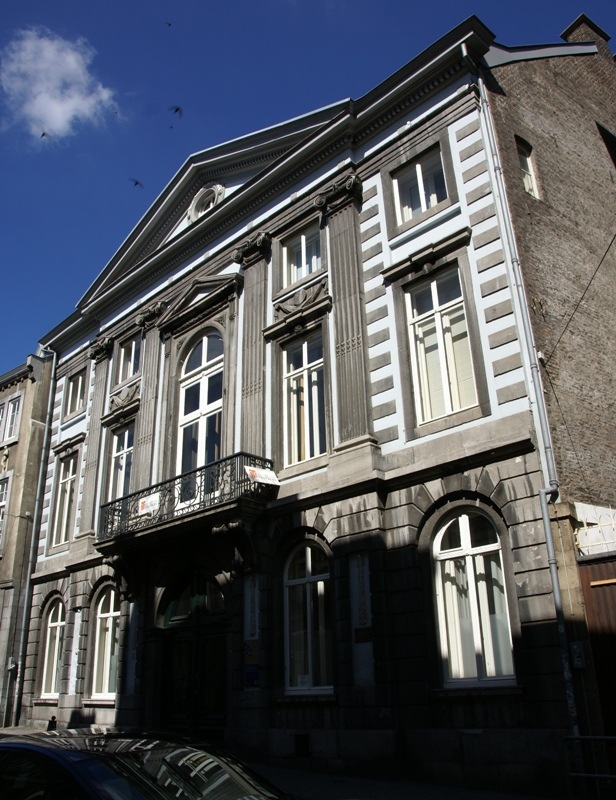
Haus Soiron, Maastricht

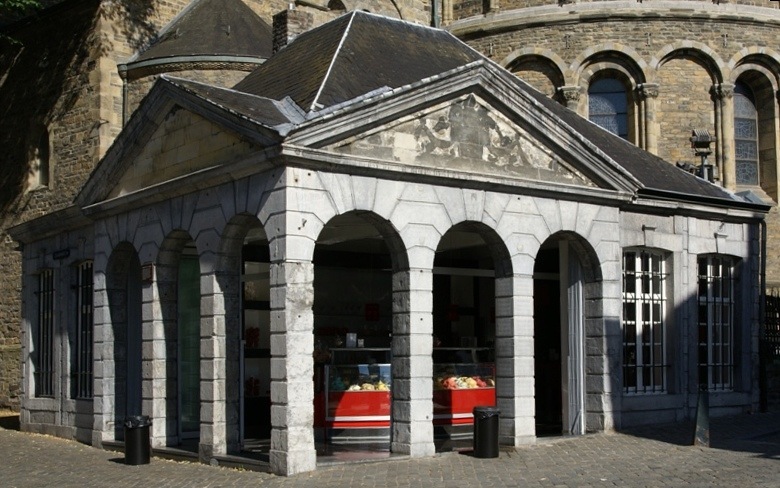
Militärwachstube, Graanmarkt, Maastricht

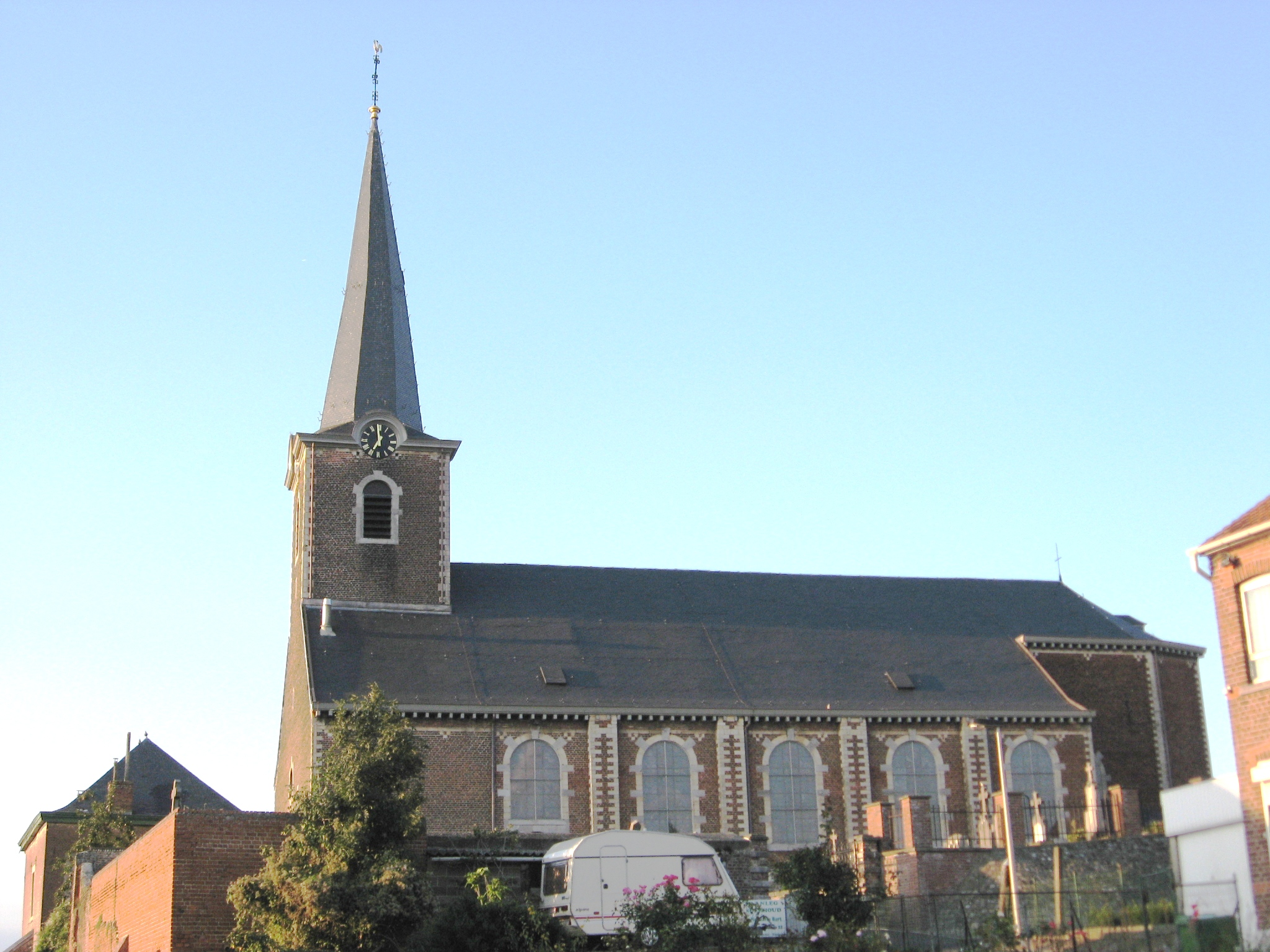
St. Medarduskirche, Tongern-Vreren

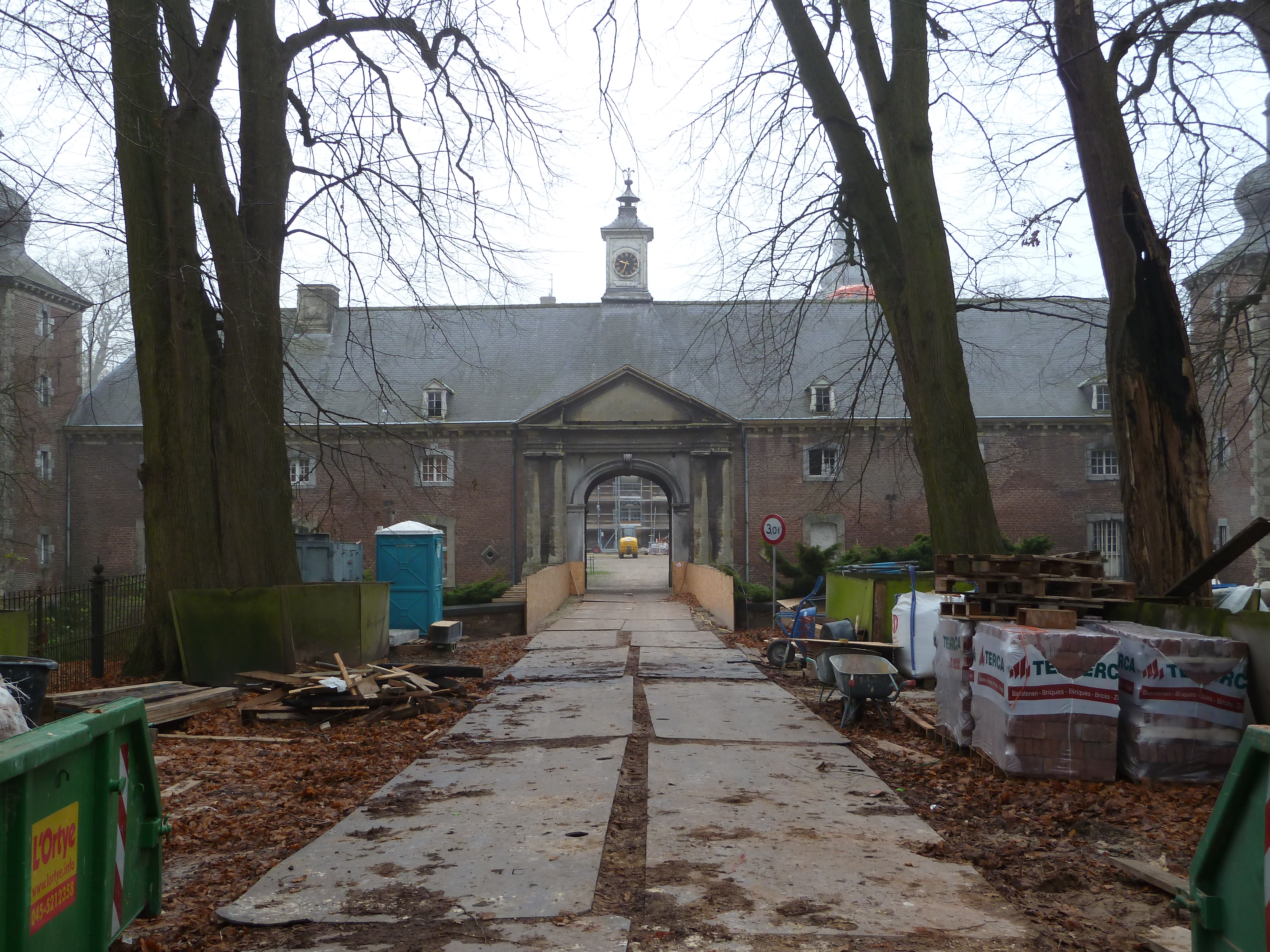
Vorhof des Schlosses Neubourg, Gulpen

Mathias Soiron war der Sohn von Matthieu Soiron, bei dem er vermutlich seine Ausbildung genoss, und der Lucia Ernou (1726–1786). Er gehörte einer über Belgien hinaus bekannten Künstlerfamilie mit Steinmetzen, Tischlern und Silberschmieden an. Soiron war vor allem als Baumeister und Dekorateur in Maastricht, wo er die Ernennung zum Stadtbaumeister erhielt und Umgebung tätig. Er schuf Kunstwerke im barocken, Empire und klassizistischem Stil, vorwiegend im Stil Louis-seize und im Praeklassizismus. Darüber hinaus schuf Soiron sich einen hervorragenden Ruf als Designer für Stühle, Tische, Kommoden, Sekretäre, Spiele, Billardtische und Himmelbetten.
Mathias Soiron war verheiratet mit Sophia Elisabeth L'Herminotte (1754–1838). Das Paar ist in Bemelen beerdigt. Ihr Sohn François wurde Pastor in Bemelen.
Einige von Mathias Soirons Zeichenbüchern befinden sich im Regional Historischen Zentrum von Limburg. Sie vermitteln einen Eindruck seiner historischen Häuser in Maastricht und seiner Ausbildung während des Baues von Schloss Wickrath.

## Werke
Belgien
- 1779 St. Medarduskirche und Pastorei, auf den Fundamenten der Vorbauten, Tongern-Vreren
- nach 1780 Innendekoration (Beichtstühle, Kommunionsbank, Predigtstuhl) in der Kirche St. Stephanus in Montzen
- 1783 Pastorie Zutendaal

Niederlande
- 1776 Gitterarbeit der Esplanade von Kasteel Borgharen, Maastricht-Borgharen
- 1777 zweite Etage des Alten Gouvernementsgebäudes, Maastricht[2]
- 1779 Pfarrhaus der Kirche St. Remigius, Slenaken[3]
- 1781 Innendekoration für Château St. Gerlach, Houthem-Sint Gerlach, Valkenburg aan de Geul
- 1784 St. Martinuskirche im praeklassizistischen Stil, Maastricht-Itteren
- 1785 Kanonikerhaus für seine Brüder André und Guillaume Soiron, Grote Gracht 80, Maastricht
- 1785 Kasteel Borgharen mit praeklassizistischer Front, Maastricht-Borgharen
- 1786–1788 Kirche (teilweise erhalten) in Maastricht-Heer
- Gebäude im Praeklassizismus, Boschstraat 60, Maastricht (das oberste Stockwerk stammt nicht von Mathias Soiron)[4]
- 1787 Militärwachstube bei der Liebfrauenbasilika, Graanmarkt 4, Maastricht
- 1788–1789 Umbau der Jesuitenkirche zum Theater Bonbonnière in Maastricht
- Ende 18. Jh. Altarretabel für die Mariakapelle zwischen Itteren und Borgharen
- Ende 18. Jh. Entwurf des Kaminstücks im "Chambre Romaine" auf Schloss Borgharen, Maastricht-Borgharen (seine Empireskizzen führte Petrus Nicolaas Gagini aus)
- um 1800 Predigtstuhl, ursprünglich in der St. Servatiuskirche in Maastricht, heute in der St. Augustinuskirche in Stein-Elsloo
- um 1800 Umbau und Erweiterung von Kasteel Meerssenhoven in Maastricht-Itteren
- um 1800 Front mit Säulenportal sowie Vorhof des Schlosses Neubourg in Gulpen[3]
- Anfang 19. Jh. Innenausstattung des Schlosses Rustenburg in Bunde
- 1801 Withuishof im praeklassizistischen Stil, Maastricht-Amby
- 1803 Interieur im praeklassizistischen Stil, Schloss Wolfrath in Holtum, Sittard-Geleen[5]
- 1810 Gartengestaltung von Kasteel Wijlre, Wijlre, Gulpen-Wittem
- 1810 Erhöhung des Kirchenschiffs der Dorfkirche St. Johannes, Mechelen, Gulpen-Wittem
- um 1810 Front und Interieur des Herrenhauses Markt 19, Maastricht
- 1813 Wohnhaus Hoeve Lanterne, Wahlwiller, Gulpen-Wittem
- 1821 Kapellenbau von dem Kloster Kalvarienberg in Maastricht
- 1826 Chor der alten Kirche in Berg & Terblijt, Valkenburg aan de Geul (abgebrochen)

Unbekannt:
- Innenausstattung Spaans Gouvernement in Maastricht
- diverse Architekturzeichnungen (z. B. vom Obelisken in Vaals, um 1790)

Posthum:
- 1843–1844 St. Rosakirche, Sibbe, Valkenburg aan de Geul (nur das Langhaus ist erhalten)
- 1845 St. Laurentiuskirche im praeklassizistischen Stil, Bemelen, Eijsden-Margraten